# Apanteles euthaliae
Apanteles euthaliae är en stekelart som beskrevs av Bhatnagar 1948. Apanteles euthaliae ingår i släktet Apanteles och familjen bracksteklar. Inga underarter finns listade i Catalogue of Life.